# Виборчий округ 49
Виборчий округ 49 — виборчий округ в Донецькій області. В сучасному вигляді був утворений 28 квітня 2012 постановою ЦВК №82 (до цього моменту існувала інша система виборчих округів). Окружна виборча комісія цього округу розташовується в будівлі Дружківської міської ради за адресою м. Дружківка, вул. Соборна, 16.
До складу округу входять міста Дружківка і Костянтинівка, Костянтинівський і Покровський райони. Виборчий округ 49 межує з округом 50 на північному заході, з округом 47 і округом 48 на півночі, з округом 46 на північному сході, з округом 52 на сході, з округом 45 на південному сході, з округом 59 на півдні та з округом 39 на заході. Виборчий округ №49 складається з виборчих дільниць під номерами 140246-140252, 140255-140268, 140271-140281, 140283-140285, 140287-140291, 140293-140301, 140303-140305, 140804-140834, 140930-140933 та 140935-140969.

## Народні депутати від округу
| Ім'я                         | Фото | Партія                          | Скликання | Дата набуття повноважень | Дата припинення повноважень |
| ---------------------------- | ---- | ------------------------------- | --------- | ------------------------ | --------------------------- |
| Омельянович Денис Сергійович |      | Партія регіонів                 | 7-ме      | 12 грудня 2012           | 27 листопада 2014           |
| Омельянович Денис Сергійович |      | самовисуванець                  | 8-ме      | 27 листопада 2014        | 29 серпня 2019              |
| Гнатенко Валерій Сергійович  |      | Опозиційна платформа — За життя | 9-те      | 29 серпня 2019           |                             |

## Результати виборів

### Парламентські

#### 2019
Кандидати-мажоритарники:
- Гнатенко Валерій Сергійович (Опозиційна платформа — За життя)
- Колесніков Борис Вікторович (Опозиційний блок)
- Сивохо Сергій Анатолійович (Слуга народу)
- Миронов Денис Ігорович (самовисування)
- Лучко Дар'я Юріївна (Європейська Солідарність)
- Бухаркова Тетяна Михайлівна (Батьківщина)
- Маланчук Ярослав Богданович (Свобода)
- Кюрджиєв Сосо Полікарпович (Сила і честь)
- Кірікова Ірина Миколаївна (самовисування)
- Батура Наталія Володимирівна (самовисування)
- Ільєнко Олександр Сергійович (самовисування)
- Медведюк Василь Антонович (самовисування)
- Водопшина Ірина Андріївна (самовисування)
- Конобєєва Інна Семенівна (самовисування)
- Дишкант Наталія Олександрівна (самовисування)
- Киценко Ганна Сергіївна (самовисування)
- Куликов Максим Олександрович (самовисування)
- Куриленко Тетяна Сергіївна (самовисування)
- Піддубний Олександр Павлович (самовисування)

#### 2014
Кандидати-мажоритарники:
- Омельянович Денис Сергійович (самовисування)
- Панасовський Валерій В'ячеславович (самовисування)
- Шевченко Олег Степанович (самовисування)
- Іщенко Олександр Анатолійович (Блок Петра Порошенка)
- Кириєвська Ірина Василівна (Сильна Україна)
- Разумний Юрій Григорович (самовисування)
- Єврейський Олег Миколайович (самовисування)
- Маланчук Ярослав Богданович (Свобода)
- Волков Олексій Борисович (Батьківщина)
- Грицун Дмитро Олександрович (самовисування)
- Філоненко Олександр Анатолійович (самовисування)
- Шестаков Дмитро Миколайович (самовисування)
- Моргун Сергій Миколайович (самовисування)
- Гаврилюк Роман Іванович (самовисування)
- Голубчик Олексій Вікторович (самовисування)
- Смирнов Андрій Олександрович (самовисування)

#### 2012
Кандидати-мажоритарники:
- Омельянович Денис Сергійович (Партія регіонів)
- Гур Юлія Олександрівна (Комуністична партія України)
- Шипілов Олег Федорович (УДАР)
- Ходус Микола Олександрович (Українська народна партія)

## Явка
Явка виборців на окрузі: